# Minneapolis–Saint Paul
| Minneapolis-St. Paul U.S. Census Bureau Areas | Minneapolis-St. Paul U.S. Census Bureau Areas                                                                                                |                                   |
| Minneapolis-St. Paul-St. Cloud CSA, MN-WI     | Minneapolis-St. Paul-St. Cloud CSA, MN-WI |                                   |
| --------------------------------------------- | --- | --------------------------------- |
| Dân số                                        | 3.615.902 |                                   |
| Các quận Minnesota                            | Anoka · Carver · Chisago · Dakota · Goodhue · Hennepin · Isanti · McLeod · Ramsey · Rice · Scott · Sherburne · Stearns · Washington · Wright |                                   |
| Các quận Wisconsin                            | Pierce · St. Croix |                                   |
| Minneapolis-St. Paul-Bloomington MSA, MN-WI   | |                                   |
| Dân số                                        | 3.279.833 |                                   |
| Thành phố lớn nhất                            | Minneapolis |                                   |
| Các thành phố khác                            | Saint Paul · Bloomington · Brooklyn Park · Plymouth · Eagan · Burnsville Eden Prairie Maple Grove Coon Rapids Blaine Woodbury                |                                   |
| Mật độ                                        | 489.7/sq mi. (189.06/km²) | 489.7/sq mi. (189.06/km²)         |
| Diện tích                                     | 6.364,12 dặm vuông (16483,07 km²) | 6.364,12 dặm vuông (16483,07 km²) |
| Các quận Minnesota                            | Anoka · Carver · Chisago · Dakota · Hennepin · Isanti · Ramsey · Scott · Sherburne · Washington · Wright                                     |                                   |
| Các quận Wisconsin                            | Pierce · St. Croix |                                   |
| Mã vùng                                       | 612 · 651 · 763 · 952 · MN 715 & 534 WI |                                   |

Minneapolis–Saint Paul là một vùng đô thị ở tiểu bang Minnesota, Hoa Kỳ. Các thành phố chính của vùng đô thị này là Minneapolis và Saint Paul. Theo điều tra dân số năm 2010 của Cục điều tra dân số Hoa Kỳ, vùng đô thị này có tổng dân số 3,27 triệu người, là vùng đô thị lớn thứ 16 trong các vùng đô thị Hoa Kỳ.
Minneapolis–Saint Paul là khu vực đô thị đông dân nhất trong tiểu bang Minnesota, Hoa Kỳ, và bao gồm 186 thành phố và thị trấn được xây dựng xung quanh các con sông Mississippi, Minnesota và St Croix. Khu vực này cũng có biệt danh là thành phố Twin cho hai thành phố lớn nhất, Minneapolis, với dân số cao nhất, và Saint Paul, thủ phủ bang. Đây là một ví dụ điển hình của các thành phố sinh đôi về vị trí địa lý.
Khu vực này là một phần của một bộ phận của khu vực điều tra dân số lớn hơn của Mỹ có tên Minneapolis-St. Paul-Bloomington, MN-WI, bao gồm 11 quậntại tiểu bang Minnesota và hai quận ở Wisconsin. Khu vực rộng hơn, khu vực thống kê kết hợp được gọi là Minneapolis-St. Paul-St. Cloud, MN-WI với dân số 3.615.902 người của theo cuộc tổng điều tra dân số 2010, xếp hạng đông dân thứ 13 ở Mỹ
Để nhắc nhở mọi người đã thực sự có hai thành phố, người ta bắt đầu sử dụng các cụm từ Dual Cities (hai thành phố) khoảng năm 1872, phát triển thành thành phố sinh đôi. Mặc dù có biệt danh sinh đôi, hai thành phố là đô thị độc lập với biên giới được xác định và khá khác biệt với nhau. Minneapolis là hơi trẻ hơn và với những tòa nhà chọc trời hiện đại. Saint Paul đã được ví như một thành phố bờ biển phía Đông Hoa Kỳ hoặc một thành phố châu Âu với các khu phố cổ kính, và một bộ sưu tập lớn các kiến trúc cuối Victoria được bảo quản tốt. Cũng lưu ý một số nền văn hóa khác nhau của hai thành phố Minneapolis là chịu ảnh hưởng của đầu (và vẫn có ảnh hưởng) di sản Scandinavian / Lutheran và tự hào có cộng đồng lớn nhất Somali ở Bắc Mỹ, trong khi Saint Paul đã chịu ảnh hưởng của thời kỳ đầu Pháp, Ailen và Công giáo Đức và một cộng đồng người H'Mông tăng trưởng.
Ngày nay, hai thành phố trực tiếp gíp giới với nhau và các quận trung tâm hai thành phố có khoảng cách khoảng 9 dặm (14 km). Các thành phố thu hút hành khách từ xa như Rochester, St Cloud, Albert Lea, Mankato, La Crosse và Eau Claire.
Khu vực này có sân bay quốc tế Minneapolis−Saint Paul.